# Leszek Biały (polityk)
Leszek Tadeusz Biały (ur. 22 marca 1940 w Srebrnej, zm. 9 października 2022) – polski nauczyciel i polityk, poseł na Sejm I kadencji.

## Życiorys
W 1964 ukończył studia na Wydziale Historycznym Uniwersytetu Warszawskiego. Był etatowym pracownikiem Polskiej Zjednoczonej Partii Robotniczej. Wstąpił do Socjaldemokracji RP. W 1991 uzyskał mandat posła na Sejm I kadencji. Został wybrany w okręgu radomskim z listy Sojuszu Lewicy Demokratycznej. Zasiadał w dwóch Komisji Ustawodawczej oraz Komisji Edukacji, Nauki i Postępu Technicznego.
Między 1967 a 2000 (z przerwami, początkowo w niepełnym wymiarze) był nauczycielem w Liceum Ogólnokształcącym im. Piotra Skargi w Grójcu; uczył propedeutyki nauki o społeczeństwie, wiedzy o społeczeństwie, historii oraz wychowania w rodzinie.

## Wyniki wyborcze
| Wybory | Komitet wyborczy             | Komitet wyborczy             | Organ           | Okręg | Wynik |
| ------ | ---------------------------- | ---------------------------- | --------------- | ----- | ----- |
| 1991   |                              | Sojusz Lewicy Demokratycznej | Sejm I kadencji | nr 7  | 4654  |
| 1993   | Sojusz Lewicy Demokratycznej | Sejm II kadencji             | nr 37           | 3955  |       |